# The Complete Mozart Edition
The Complete Mozart Edition (en español, La edición completa de Mozart) es una colección de ciento ochenta discos compactos distribuidos en cuarenta y cinco volúmenes temáticos con la grabación de la integral de Wolfgang Amadeus Mozart, reunida por Philips Classics Records en 1991 para conmemorar el bicentenario de la muerte del genio salzburgués. Cada volumen de la serie está acompañado por un folleto de lujo con información detallada de las obras y muchas ilustraciones.
En el año 2000, se publicó una versión modificada de The Complete Mozart Edition, titulada The Complete Compact Mozart Edition (en español, La edición completa compacta de Mozart). Esta nueva edición constaba de diecisiete cajas de discos e incluía versiones resumidas de los libretos que acompañaban la serie original. The Complete Mozart Edition y The Complete Compact Mozart Edition incluyen un total de doscientas páginas de información, con una biografía abreviada de Mozart y gran cantidad de imágenes, una descripción exhaustiva del contenido de cada caja y un índice completo de todas los obras del compositor austriaco, siguiendo el Catálogo Köchel.
Además de las dos ediciones mencionadas, en 1995 apareció The Best of the Complete Mozart Edition (en español, Lo mejor de la edición completa de Mozart), una serie de 25 discos compactos en los que se seleccionaba las grabaciones de las piezas más conocidas del autor incluidas en The Complete Mozart Edition.

## La versión original deThe Complete Mozart Edition
| Número de volumen | Número de catálogo | Título (traducido al español)                             | Número de CDs | Fecha de lanzamiento | Intérprete(s) | Obras incluidas (por su número en el Catálogo Köchel) |
| ----------------- | ------------------ | --------------------------------------------------------- | ------------- | -------------------- | --- | --- |
| 01                | 422 501-2          | Sinfonías tempranas                                       | 6             | Septiembre de 1990   | Academy of St Martin in the Fields, Neville Marriner | 16, 19, App. 223/19a, 22, 43, 45, KV deest, App. 214/45b, 48, 61g n.º 1, 73, 74, 75, 76/42a, 81/73l, 84/73q, 95/73n, 96/111b, 97/73m, 100/75b, 112, 114, 124, 128, 129, 130, 132, 133, 141a (161 y 163), 111 y 120/111a, 196 y 121/207a, 208 y 102/213c |
| 02                | 422 502-2          | Sinfonías números 21–41                                   | 6             | Septiembre de 1990   | Academy of St Martin in the Fields, Neville Marriner | 134, 162, 181/162b, 182/173dA, 183/173dB, 184/161a, 199/161b, 200/189k, 201/186a, 202/186b, 297/300a, 318, 319, 338, 385, 409/383f, 425, 444/425a, 504, 543, 550, 551 |
| 03                | 422 503-2          | Serenatas para orquesta                                   | 7             | Octubre de 1990      | Academy of St Martin in the Fields, Neville Marriner | 32, 62, 63, 99, 100, 131, 185, 189, 203, 204, 215, 237, 239, 249, 250, 286, 320, 335-1, 335-2, 525 |
| 04                | 422 504-2          | Divertimentos para cuerda y viento                        | 5             | Octubre de 1990      | Conjunto de Cámara de la Academy of St. Martin in the Fields | 113, 136/125a, 137, 138/125c, 205/167A, 247, 248, 251, 287/271H, 290/167AB, 334/320b, 445/320c, 522, 525 |
| 05                | 422 505-2          | Serenatas y divertimentos para instrumentos de viento     | 6             | Noviembre de 1990    | Academy of St Martin in the Fields, Neville Marriner; Holliger Wind Ensemble; Netherlands Wind Ensemble | 361/370a, 188/240b, 388/384a, 375, 186/159b, 166/159d, 411/484a, 410/484d, Anh. 94/580a, 289/271g, 213, 240, 252/240a, 253, 270, Anh. 229/439b, 487/496a, Anh. 226/Anh. C 17.01, Anh. 227/Anh. C 17.02 |
| 06                | 422 506-2          | Danzas y marchas                                          | 6             | Noviembre de 1990    | Vienna Mozart Ensemble, Willi Boskovsky | 61b/65a, 61g-2, 61h, 94/73h, 101, 103/61d, 104/61e, 105/61f, 106/588a, 122/73t, 123/73g, 164/130a, 176, 214, 267/271c, 269b, 300, 315g/315a, 363, 408, 461/448a, 462/448b, 463/448c, 509, 534, 535, 535a, 536, 567, 568, 571, 585, 586, 587, 599, 600, 601, 602, 603, 604, 605, 606, 607/605a, 609, 610, A103/299d (320f) |
| 07                | 422 507-2          | Conciertos para piano                                     | 12            | Diciembre de 1990    | Academy of St Martin in the Fields, Neville Marriner; Capella Academica Wien, Eduard Melkus; Orquesta Barroca de Ámsterdam, Ton Koopman; Orquesta Filarmónica de Berlín, Semyon Bychkov; Alfred Brendel, Imogen Cooper, Katia y Marielle Labèque, Ingrid Haebler | 37, 39, 40, 41, 107 n.º 1, 107 n.º 2, 107 n.º 3, 175, 238, 242, 246, 271, 365/316a, 382, 386, 413/387a, 414/385p, 415/387b, 449, 450, 451, 453, 456, 459, 466, 467, 482, 488, 491, 503, 537, 595 |
| 08                | 422 508-2          | Conciertos para violín                                    | 4             | Febrero de 1991      | New Philharmonia Orchestra, Alexander Gibson; Academy of St Martin in the Fields, Iona Brown; con Henryk Szeryng, Nobuko Imai, Gérard Poulet, Stephen Orton y Howard Shelley | 190, 207, 211, 216, 218, 219, 261, 269, 271i, 315f, 320e, 364, 373 |
| 09                | 422 509-2          | Conciertos para instrumentos de viento                    | 5             | Febrero de 1991      | Academy of St Martin in the Fields, Neville Marriner; con Irina Grafenauer, Aurèle Nicolet, Heinz Holliger, Neil Black, Karl Leister, Jack Brymer, Peter Damm, Hermann Baumann, Alan Civil, Klaus Thunemann, Michael Chapman y Maria Graf | 191/186e, 299/297c, 313/285c, (314)/271k, 314/285d, 315/285e, 371, 386b (412 y 514), 417, 447, 495, 622, App. 9/297B, App. C14.01/297b |
| 10                | 422 510-2          | Cuartetos y quintetos de viento, movimientos y fragmentos | 3             | Febrero de 1991      | Conjunto de Cámara de la Academy of St. Martin in the Fields, Grumiaux Trio | 168a, 174, 285, 285a, 288/246c, 292/196c, 298, 370/368b, 407/386c, 581, App. 66/562e, App. 68/589a, App. 72/464a, App. 79, App. 80/514a, App. 90/580b, App. 91/516c, App. 171/285b |
| 11                | 422 511-2          | Quintetos de cuerda                                       | 3             | Febrero de 1991      | Arthur Grumiaux, Arpad Gérecz, Georges Janzer, Max Lesueur, Eva Czako | 174, 406, 515, 516, 593, 614 |
| 12                | 422 512-2          | Cuartetos de cuerda                                       | 8             | Marzo de 1991        | Quartetto Italiano: Paolo Borciani, Elisa Pegreffi, Piero Farulli, Franco Rossi | 80/73f, 155/134a, 156/134b, 157, 158, 159, 160/159a, 168, 169, 170, 171, 172, 173, 387, 421/417b, 428/421b, 458, 464, 465, 499, 575, 589, 590 |
| 13                | 422 513-2          | Tríos y dúos de cuerda                                    | 2             | Marzo de 1991        | Conjunto de Cámara de la Academy of St. Martin in the Fields, Grumiaux Trio | 266, 404a, 423, 424, 563 |
| 14                | 422 514-2          | Tríos, cuartetos, quintetos, etc. con piano               | 5             | Marzo de 1991        | Beaux Arts Trio, Alfred Brendel, Heinz Holliger, Eduard Brunner, Hermann Baumann, Klaus Thunemann, Bishop Kovacevich, Jack Brymer, Patrick Ireland, Bruno Hoffmann, Aurèle Nicolet, Karl Schouten, Jean Decroos, Bruno Giuranna | 254, 356/617a, 442, 452, 478, 493, 496, 498, 502, 542, 548, 564, 617 |
| 15                | 422 515-2          | Sonatas para violín                                       | 7             | Abril de 1991        | Arthur Grumiaux, Walter Klien, Gérard Poulet, Blandine Verlet, Isabelle van Keulen, Ronald Brautigam | 6, 7, 8, 9, 10, 11, 12, 13, 14, 15, 26, 27, 28, 29, 30, 31, 296, 301/293a, 302/293b, 303/293c, 304/300c, 305/293d, 306/300l, 359/374a, 360/374b, 372, 376/374d, 377/374e, 378/317d, 379/373a, 380/374f, 396/385f, 402/385e, 403/385c, 404/385d, 454, 46d, 46e, 481, 526, 547 |
| 16                | 422 516-2          | Música para dos pianos/piano a cuatro manos               | 2             | Abril de 1991        | Ingrid Haebler, Ludwig Hoffmann, Jörg Demus, Paul Badura-Skoda | 19d, 381/123a, 358/186c, 448, 426, KV deest, 497, 357/497a + 500a, 501, 521 |
| 17                | 422 517-2          | Sonatas para piano                                        | 5             | Abril de 1991        | Mitsuko Uchida | 279/189d, 280/189e, 281/189f, 282//189g, 283/189h, 284/205b, 309/284b, 310/300d, 311/284c, 330/300h, 331/300i, 332/300k, 333/315c, 457, 475, 533 y 494, 545, 570, 576 |
| 18                | 422 518-2          | Variaciones para piano                                    | 5             | Mayo de 1991         | Ingrid Haebler, Mitsuko Uchida, Ton Koopman | 1a, 1b, 1c, 1d, 1f, 2, 3, 4, 5, 5a, 24, 25, 94/73h, 179/189a, 180/173c, 264/315d, 265/300e, 312/590d, 33B, 352/374c, 353/300f, 354/299a, 355/576b, 394/383a, 395/300g, 397/385g, 398/416e, 399/385i, 400/372a, 401/375e, 408-1/383e, 453a, 455, 460/454a, 485, 500, 511, 540, 573, 574, 613 |
| 19                | 422 519-2          | Misas/Réquiem                                             | 9             | Mayo de 1991         | MDR Choir Leipzig, Orquesta Sinfónica de la MDR, Herbert Kegel; Niños Cantores de Viena, Orquesta Sinfónica de Viena, Uwe Christian Harrer; John Alldis Choir, Orquesta Sinfónica de Londres, Colin Davis; Monteverdi Choir, English Baroque Soloists, John Eliot Gardiner; Sächsische Staatskapelle Dresden, Peter Schreier; Edith Mathis, Helen Donath, Celestina Casapietra, Annelies Burmeister, Peter Schreier, Hermann Christian Polster, Peter Jelosits, Gerhard Eder, Gillian Knight, Ryland Davies, Clifford Grant, Sylvia McNair, Diane Montague, Anthony Rolfe Johnson, Cornelius Hauptmann, Margaret Price, Trudeliese Schmidt, Francisco Araiza, Theo Adam... | 49, 65, 66, 139, 140, 167, 192, 194, 220, 257, 258, 259, 262, 275, 317, 337, 427, 626 |
| 20                | 422 520-2          | Letanías/Vísperas                                         | 5             | Junio de 1991        | MDR Choir Leipzig, Orquesta Sinfónica de la MDR, Herbert Kegel; Coro y Orquesta Sinfónica de Londres, Colin Davis; Mitsuko Shirai, Isabella Nawe, Heidi Ries, Eberhard Büchner, Hermann Christian Polster, Kiri Te Kanawa, Elizabeth Bainridge, Ryland Davies, Gwynne Howell, Dagmar Schellenberg-Ernst, Rosemarie Lang, Ralph Eschrig, René Pape | 109/74e, 243, 321, 125, 195/186d, 193/186g, 339, 341/368a, 618, 165/158a, 20, 33, 34, 44/73u, 47, 72/74f, 86/73s, 86/73v, 90, 91/186i, 108/74d, 117/66a, 198/C3.08, 222/205a, 260/248a, 273, 276/321b, 277/272a, 322/296a, 323/App. 15 |
| 21                | 422 521-2          | Solos y sonatas para órgano                               | 2             | Junio de 1991        | Daniel Chorzempa, Deutsche Bachsolisten, Helmut Winschermann | 67/41h, 68/41i, 69/41k, 144/124a, 145/124b, 212, 224/241a, 241, 225/241b, 244, 245, 263, 274/271d, 278/271e, 328/317c, 329/317a, 336/336d, 594, 608, 616 |
| 22                | 422 522-2          | Oratorios, cantatas, música masónica                      | 6             | Junio de 1991        | Coro de la Süddeutscher Rundfunk, Orquesta Sinfónica de la Radio de Stuttgart, Neville Marriner; Orquesta Mozarteum de Salzburgo, Kammerchor Salzburg, Leopold Hager; MDR Choir Leipzig, Sächsische Staatskapelle Dresden; Margaret Marshall, Inga Nielsen, Ann Murray, Hans Peter Blochwitz, Aldo Baldin, Peter Schreier, Hanna Schwarz, Ileana Cotrubaș, Walter Berry, Gabriele Fuchs, Margarita Zimmermann, Andreas Schmidt | 35, 146/317b, 42/35a, 118/74c, 469, 623, 546, 468, 148/125h, 429/468a, 477/479a, 483, 484, 471, 619, 623a, |
| 23                | 422 523-2          | Arias, conjuntos vocales, cánones                         | 8             | Julio de 1991        | Chorus Viennensis, Orquesta Mozarteum de Salzburgo, Orquesta Sinfónica de la Radio Bávara, Leopold Hager, Jörg-Peter Weigle; Edita Gruberová, Julie Kaufmann, Eva Lind, Edith Mathis, Lucia Popp, Hanna Schwarz, Francisco Araiza, Hans Peter Blochwitz, Peter Schreier, Walter Berry, Robert Lloyd, Stuart Burrows, Robert Tear, Christiane Eda-Pierre, Claes-Håkan Ahnsjö y otros | 21/19c, 23, 36/33i, 70/61c, deest, 78/73b, 88/73c, 79/73d, 77/73e, 82/73o, 83/73p, 74b, 209, 210, 217, 255, 256, 272, 294, 295, 486a/295a, 316/300b, 368, 369, 374, 383, 416, 418, 419, 420, 432/421a, 431/425b, 505, 512, 513, 528, 538, 539, 541, 578, 583, 612, Anh. 245/621a, 83/73p, 293e, 294, 295, 119/382h, 440/383h, 435/416b, 433/416c, 178/417e, 580, 51/46a, 87/74a, 135, 490, 489, 389/384A, 492, 577, 579, 540b, 584, Anh. 25/386d, 434/480b, 441, 479, 480, 532, 552, Anh. 5/571a, 625/592a, 348/382g, 232/509a, 558, 559, 560a/559a, 229/382a, 230/382b, 73i, 228/515b, 562, 508a, deest, 508a, 347/382f, 507, 508, 556, 231/382c, 233/382d, 234/382e, 561, 560a/559a, 89a/73r, Anh. 191/562c, 508a/8, 555, 557, 508a, 562a, deest, 89/73k, 554, 553 |
| 24                | 422 524-2          | Lieder y nocturnos                                        | 2             | Julio de 1991        | Elly Ameling, Elisabeth Cooymans, Peter van der Bilt, Dalton Baldwin, Benny Ludemann, Netherlands Wind Ensemble | 53/47, 147/125g, 148/125h, 149/125d, 150/125e, 151/125f, 152/210a, 307/284d, 308/295b, 343/336c, 346/439a, 349/367a, 351/367b, 390/340c, 391/340b, 392/340a, 433/416c, 436, 437, 438, 439, 468, 472, 473, 474, 475, 506, 517, 518, 519, 520, 523, 524, 529, 530, 531, 579, 579, 596, 597, 598 |
| 25                | 422 525-2          | Música de teatro y ballet                                 | 2             | Julio de 1991        | Staatskapelle Berlin, Bernhard Klee; Netherlands Chamber Orchestra, David Zinman; Academy of St Martin in the Fields, Neville Marriner | 299c, 345/336a, 367, 446/416d, App. 10/299b |
| 26                | 422 526-2          | Apollo et Hyacinthus                                      | 2             | Agosto de 1991       | Orquesta Mozarteum de Salzburgo, Kammerchor Salzburg, Leopold Hager; Arleen Auger, Edith Mathis, Hanna Schwarz, Anthony Rolfe Johnson | 38 |
| 27                | 422 527-2          | Bastien und Bastienne                                     | 1             | Agosto de 1991       | Niños Cantores de Viena, orquesta Sinfónica de Viena, Uwe Christian Harrer | 50/46b |
| 28                | 422 528-2          | La finta semplice                                         | 2             | Agosto de 1991       | C.P.E. Bach Chamber Orchestra, Peter Schreier; Barbara Hendricks, Ann Murray, Eva Lind, Hans Peter Blochwitz, Douglas Johnson, Siegfried Lorenz, Andreas Schmidt | 51/46a |
| 29                | 422 529-2          | Mitridate, re di Ponto                                    | 3             | Agosto de 1991       | Orquesta Mozarteum de Salzburgo, Leopold Hager; Arleen Auger, Edita Gruberová, Agnes Baltsa, Ileana Cotrubaș, Werner Hollweg, David Kuebler, Lilian Sukis, Christine Weidinger | 87/74a |
| 30                | 422 530-2          | Ascanio in Alba                                           | 3             | Agosto de 1991       | Orquesta Mozarteum de Salzburgo, Coro de Cámara de Salzburgo, Leopold Hager; Arleen Auger, Edith Mathis, Agnes Baltsa, Peter Schreier, Lilian Sukis | 111 |
| 31                | 422 531-2          | Il sogno di Scipione                                      | 2             | Agosto de 1991       | Orquesta Mozarteum de Salzburgo, Coro de Cámara de Salzburgo, Leopold Hager; Edith Mathis, Edita Gruberová, Peter Schreier, Lucia Popp; Thomas Moser, Claes-Hakan Ahnsjo | 126 |
| 32                | 422 532-2          | Lucio Silla                                               | 3             | Septiembre de 1991   | Orquesta Mozarteum de Salzburgo, Coro Mozarteum de Salzburgo, Leopold Hager; Arleen Auger, Edith Mathis, Júlia Várady, Helen Donath, Peter Schreier, Werner Krenn | 135 |
| 33                | 422 533-2          | La finta giardiniera                                      | 3             | Septiembre de 1991   | Orquesta Mozarteum de Salzburgo, Leopold Hager; Brigitte Fassbaender, Barry McDaniel, Thomas Moser, Julia Conwell, Lilian Sukis, Ezio di Cesare, Jutta-Renate Ihloff | 196 |
| 34                | 422 534-2          | Die Gärtnerin Aus Liebe                                   | 3             | Septiembre de 1991   | Chor und Sinfonieorchester des Norddeutschen Rundfunks, Hans Schmidt-Isserstedt; Jessye Norman, Helen Donath, Tatiana Troyanos, Ileana Cotrubaș, Werner Hollweg, Hermann Prey, Gerhard Unger | 196 |
| 35                | 422 535-2          | Il re pastore                                             | 2             | Septiembre de 1991   | Academy of St Martin in the Fields (Neville Marriner, dirección), John Constable, Briony Shaw, Jerry Hadley, Angela Maria Blasi, Sylvia McNair, Iris Vermillion, Claes H. Ahnsjö | 208 |
| 36                | 422 536-2          | Zaide, Der Schauspieldirektor                             | 2             | Septiembre de 1991   | Staatskapelle Berlin, Bernhard Klee; Edith Mathis, Peter Schreier, Ingvar Wixell, Werner Hollweg, Reiner Süss, Armin Ude; London Symphony Orchestra, Colin Davis; Ruth Welting, Ileana Cotrubaș, Anthony Rolfe Johnson, Clifford Grant, | 344, 486 |
| 37                | 422 537-2          | Idomeneo, re di Creta                                     | 3             | Octubre de 1991      | Coro y Orquesta Sinfónica de la Radio Bávara, Colin Davis; Barbara Hendricks, Suzanne Mentzer, Júlia Várady, Francisco Araiza, Thomas Allen, Keith Lewis | 366 |
| 38                | 422 538-2          | Die Entführung aus dem Serail                             | 2             | Octubre de 1991      | Academy of St Martin in the Fields, Colin Davis; Christiane Eda-Pierre, Stuart Burrows, Robert Tear, Norma Burrowes, Robert Lloyd, Curd Jürgens | 384 |
| 39                | 422 539-2          | L'oca del Cairo, Lo sposo deluso                          | 1             | Octubre de 1991      | Miembros del Coro de la Berliner Rundfunk, C.P.E. Bach Chamber Orchestra, Peter Schreier; Orquesta Sinfónica de Londres, Colin Davis; Inga Nielsen, Edith Wiens, Pamela Coburn, Peter Schreier, Douglas Johnson, Dietrich Fischer-Dieskau, Anton Scharinger, Felicity Palmer, Ileana Cotrubaș, Anthony Rolfe Johnson, Robert Tear, Clifford Grant, | 422, 430 |
| 40                | 422 540-2          | Le nozze di Figaro                                        | 3             | Octubre de 1991      | Orquesta Sinfónica de la BBC, Coro Sinfónico de la BBC, Colin Davis; Jessye Norman, Mirella Freni, Yvonne Minton, Ingvar Wixell, Wladimiro Ganzarolli, Maria Casula, Clifford Grant, Robert Tear, David Lennox, Paul Hudson, Lilian Watson | 492 |
| 41                | 422 541-2          | Don Giovanni                                              | 3             | Noviembre de 1991    | Orquesta y Coro del Royal Opera House, Covent Garden, Colin Davis; Ingvar Wixell, Martina Arroyo, Kiri Te Kanawa, Stuart Burrows, Wladimiro Ganzarolli, Mirella Freni, Richard Van Allan, Luigi Roni | 527 |
| 42                | 422 542-2          | Così fan tutte                                            | 3             | Noviembre de 1991    | Orquesta y Coro del Royal Opera House, Covent Garden, Colin Davis; Montserrat Caballé, Janet Baker, Ileana Cotrubaș, Nicolai Gedda, Richard Van Allan, Wladimiro Ganzarolli | 588 |
| 43                | 422 543-2          | Die Zauberflöte                                           | 3             | Noviembre de 1991    | MDR Choir Leipzig, Sächsische Staatskapelle Dresden, Colin Davis; Margaret Price, Luciana Serra, Peter Schreier, Kurt Moll, Mikael Melbye, Maria Venuti, Theo Adam, Robert Tear, Marie McLaughlin, Ann Murray, Hanna Schwarz, Reiner Goldberg | 620 |
| 44                | 422 544-2          | La clemenza di Tito                                       | 2             | Noviembre de 1991    | Orquesta y Coro del Royal Opera House, Covent Garden (Colin Davis, dirección), John Constable, Stuart Burrows, Janet Baker, Lucia Popp, Yvonne Minton, Frederica von Stade, Robert Lloyd | 621 |
| 45                | 422 545-2          | Rarezas y sorpresas                                       | 3             | Noviembre de 1991    | Academy of St Martin in the Fields, Neville Marriner, Kenneth Sillito; Netherlands Wind Ensemble; MDR Choir Leipzig, Orquesta Sinfónica de la MDR, Peter Schreier; Symphonieorchester des Bayerischen Rundfunks, Colin Davis; Timothy Brown, Mitsuko Uchida, Neil Black, Thea King, Julian Farrell, Robin O'Neill, Monika Frimmer, Erik Smith, Susanne Mentzer, Barbara Hendricks, Andreas Röhn | 15a/App. 109b n.º 1, 15b/App. 109b n.º 2, 15bb, 15cc, 15d, 15dd, 15e, 15f, 15gg, 15h, 15i, 15ii, 15kk, 15l, 15ll/App. 109b n.º 9, 15mm, 15o, 15p, 15p/App. 109b n.º 3, 15q, 15qq, 15r/App. 109b n.º 7, 15t/App. 109b n.º 5, 15u, 15v, 15x, 15z, 33B, 142/App. 186d, 197/App. 186e, 371, 384, 452a/App. 54, 490, 516f, 527, 535b/App. 107, 565a, deest |

## The Complete Compact Mozart Edition
| Número de volumen | Número de catálogo | Título (traducido al español)                                                                             | Número de CDs | Intérprete(s) | Grandes obras incluidas (por su número en el Catálogo Köchel) |
| ----------------- | ------------------ | --- | ------------- | --- | --- |
| 01                | 464 7702           | Sinfonías                                                                                                 | 12            | Academy of St Martin in the Fields, Neville Marriner | 16, 19, App. 223/19a, 22, 43, 45, KV deest, App. 214/45b, 48, 61g n.º 1, 73, 74, 75, 76/42a, 81/73l, 84/73q, 95/73n, 96/111b, 97/73m, 100/75b, 112, 114, 124, 128, 129, 130, 132, 133, 141a (161 y 163), 111 y 120/111a, 196 y 121/207a, 208 y 102/213c, 134, 162, 181/162b, 182/173dA, 183/173dB, 184/161a, 199/161b, 200/189k, 201/186a, 202/186b, 297/300a, 318, 319, 338, 385, 409/383f, 425, 444/425a, 504, 543, 550, 551 |
| 02                | 464 7802           | Serenatas, danzas, marchas                                                                                | 13            | Serenatas: Academy of St Martin in the Fields – Neville Marriner; Danzas y marchas: Ensemble Mozart de Viena – Willi Boskovsky | 32, 62, 63, 99, 100, 131, 185, 189, 203, 204, 215, 237, 239, 249, 250, 286, 320, 335-1, 335-2, 525, 61b/65a, 61g-2, 61h, 94/73h, 101, 103/61d, 104/61e, 105/61f, 106/588a, 122/73t, 123/73g, 164/130a, 176, 214, 267/271c, 269b, 300, 315g/315a, 363, 408, 461/448a, 462/448b, 463/448c, 509, 534, 535, 535a, 536, 567, 568, 571, 585, 586, 587, 599, 600, 601, 602, 603, 604, 605, 606, 607/605a, 609, 610, A103/299d (320f) |
| 03                | 464 7902           | Divertimentos para instrumentos de cuerda y viento; Divertimentos y serenatas para instrumentos de viento | 11            | Divertimentos para instrumentos de cuerda: Conjunto de Cámara de la Academy of St Martin in the Fields; Divertimentos y serenatas para instrumentos de viento: Academy of St Martin in the Fields – Neville Marriner; Holliger Wind Ensemble; Netherlands Wind Ensemble | 113, 136/125a, 137, 138/125c, 205/167A, 247, 248, 251, 287/271H, 290/167AB, 334/320b, 445/320c, 522, 525, 361/370a, 188/240b, 388/384a, 375, 186/159b, 166/159d, 411/484a, 410/484d, Anh. 94/580a, 289/271g, 213, 240, 252/240a, 253, 270, Anh. 229/439b, 487/496a, Anh. 226/Anh. C 17.01, Anh. 227/Anh. C 17.02 |
| 04                | 464 8002           | Conciertos para piano                                                                                     | 12            | Alfred Brendel, Imogen Cooper, Katia and Marielle Labèque, Ingrid Haebler; Academy of St Martin in the Fields – Neville Marriner; Capella Academica Wien – Eduard Melkus; Orquesta Barroca de Ámsterdam – Ton Koopman; Orquesta Filarmónica de Berlín – Semyon Bychkov | 37, 39, 40, 41, 107 n.º 1, 107 n.º 2, 107 n.º 3, 175, 238, 242, 246, 271, 365/316a, 382, 386, 413/387a, 414/385p, 415/387b, 449, 450, 451, 453, 456, 459, 466, 467, 482, 488, 491, 503, 537, 595 |
| 05                | 464 8102           | Conciertos para violín; conciertos para instrumentos de viento                                            | 9             | Conciertos para violín: New Philharmonia Orchestra – Alexander Gibson; Academy of St Martin in the Fields – Iona Brown; con Henryk Szeryng, Nobuko Imai, Gérard Poulet, Stephen Orton y Howard Shelley; Conciertos para instrumentos de viento: Academy of St Martin in the Fields – Neville Marriner; con Irina Grafenauer, Aurèle Nicolet, Heinz Holliger, Neil Black,Karl Leister, Jack Brymer, Peter Damm, Hermann Baumann, Alan Civil, Klaus Thunemann, Michael Chapman y Maria Graf | 190, 207, 211, 216, 218, 219, 261, 269, 271i, 315f, 320e, 364, 373, 191/186e, 299/297c, 313/285c, (314)/271k, 314/285d, 315/285e, 371, 386b (412 y 514), 417, 447, 495, 622, App. 9/297B, App. C14.01/297b |
| 06                | 464 8202           | Quintetos, cuartetos, tríos, etc.                                                                         | 8             | Quintetos, cuartetos y tríos con piano: Beaux Arts Trio, Alfred Brendel, Heinz Holliger, Eduard Brunner, Hermann Baumann, Klaus Thunemann, Stephen Bishop Kovacevich, Jack Brymer, Patrick Ireland, Bruno Hoffmann, Aurèle Nicolet, Karl Schouten, Jean Decroos, Bruno Giuranna; Quintetos y cuartetos de viento + movimientos y fragmentos: Conjunto de Cámara de la Academy of St. Martin in the Fields; Grumiaux Trio | 168a, 174, 285, 285a, 288/246c, 292/196c, 298, 370/368b, 407/386c, 581, App. 66/562e, App. 68/589a, App. 72/464a, App. 79, App. 80/514a, App. 90/580b, App. 91/516c, App. 171/285b, 254, 356/617a, 442, 452, 478, 493, 496, 498, 502, 542, 548, 564, 617 |
| 07                | 464 8302           | Qurtetos de cuerda, quintetos de cuerda                                                                   | 11            | Cuartetos de cuerda: Quartetto Italiano: Paolo Borciani, Elisa Pegreffi, Piero Farulli, Franco Rossi; Quintetos de cuerda: Arthur Grumiaux, Arpad Gérecz, Georges Janzer, Max Lesueur, Eva Czako | 80/73f, 155/134a, 156/134b, 157, 158, 159, 160/159a, 168, 169, 170, 171, 172, 173, 387, 421/417b, 428/421b, 458, 464, 465, 499, 575, 589, 590, 174, 406, 515, 516, 593, 614 |
| 08                | 464 8402           | Sonatas para violín; Dúos y tríos de cuerda                                                               | 9             | Sonatas para violín: Arthur Grumiaux, Walter Klien, Gérard Poulet, Blandine Verlet, Isabelle van Keulen, Ronald Brautigam; Dúos y tríos de cuerda: Conjunto de Cámara de la Academy of St. Martin in the Fields; Grumiaux Trio | 6, 7, 8, 9, 10, 11, 12, 13, 14, 15, 26, 27, 28, 29, 30, 31, 296, 301/293a, 302/293b, 303/293c, 304/300c, 305/293d, 306/300l, 359/374a, 360/374b, 372, 376/374d, 377/374e, 378/317d, 379/373a, 380/374f, 396/385f, 402/385e, 403/385c, 404/385d, 454, 46d, 46e, 481, 526, 547, 266, 404a, 423, 424, 563 |
| 09                | 464 8502           | Música para piano                                                                                         | 12            | Música para dos pianos, piano a cuatro manos: Ingrid Haebler, Ludwig Hoffmann, Jörg Demus, Paul Badura-Skoda; Sonatas para piano: Mitsuko Uchida; Variaciones para piano: Ingrid Haebler, Mitsuko Uchida, Ton Koopman | 19d, 381/123a, 358/186c, 448, 426, KVdeest, 497, 357/497a + 500a, 501, 521, 279/189d, 280/189e, 281/189f, 282//189g, 283/189h, 284/205b, 309/284b, 310/300d, 311/284c, 330/300h, 331/300i, 332/300k, 333/315c, 457, 475, 533 y 494, 545, 570, 576, 1a, 1b, 1c, 1d, 1f, 2, 3, 4, 5, 5a, 24, 25, 94/73h, 179/189a, 180/173c, 264/315d, 265/300e, 312/590d, 33B, 352/374c, 353/300f, 354/299a, 355/576b, 394/383a, 395/300g, 397/385g, 398/416e, 399/385i, 400/372a, 401/375e, 408-1/383e, 453a, 455, 460/454a, 485, 500, 511, 540, 573, 574, 613 |
| 10                | 464 8602           | Misas; Réquiem; Sonatas y solos para órgano                                                               | 11            | Misas/Réquiem: MDR Choir Leipzig, Orquesta Sinfónica de la MDR, Herbert Kegel; Niños Cantores de Viena, Orquesta Sinfónica de Viena, Uwe Christian Harrer; John Alldis Choir, orquesta Sinfónica de Londres, Colin Davis; Monteverdi Choir, English Baroque Soloists, John Eliot Gardiner; Sächsische Staatskapelle Dresden, Peter Schreier; Edith Mathis, Helen Donath, Celestina Casapietra, Annelies Burmeister, Peter Schreier, Hermann Christian Polster, Peter Jelosits, Gerhard Eder, Gillian Knight, Ryland Davies, Clifford Grant, Sylvia McNair, Diane Montague, Anthony Rolfe Johnson, Cornelius Hauptmann,Margaret Price, Trudeliese Schmidt, Francisco Araiza, Theo Adam ; Sonatas y solos para órgano: Daniel Chorzempa, Deutsche Bachsolisten, Helmut Winschermann | 49, 65, 66, 139, 140, 167, 192, 194, 220, 257, 258, 259, 262, 275, 317, 337, 427, 626, 67/41h, 68/41i, 69/41k, 144/124a, 145/124b, 212, 224/241a, 241, 225/241b, 244, 245, 263, 274/271d, 278/271e, 328/317c, 329/317a, 336/336d, 594, 608, 616 |
| 11                | 464 8702           | Letanías; Vísperas; Oratorios; Cantatas; Música masónica                                                  | 13            | Letanías y vísperas: MDR Choir Leipzig, Orquesta Sinfónica de la MDR, Herbert Kegel; Coro y Orquesta Sinfónica de Londres, Colin Davis; Mitsuko Shirai, Isabella Nawe, Heidi Ries, Eberhard Büchner, Hermann Christian Polster, Kiri Te Kanawa, Elizabeth Bainridge, Ryland Davies, Gwynne Howell, Dagmar Schellenberg-Ernst, Rosemarie Lang, Ralph Eschrig, René Pape; Oratorios, cantatas, música masónica: Coro de la Süddeutscher Rundfunk, Orquesta Sinfónica de la Radio de Stuttgart, Neville Marriner; Orquesta Mozarteum de Salzburgo, Coro de Cámara de Salzburgo, Leopold Hager; MDR Choir Leipzig, Sächsische Staatskapelle Dresden; Margaret Marshall, Inga Nielsen, Ann Murray, Hans Peter Blochwitz, Aldo Baldin, Peter Schreier, Hanna Schwarz, Ileana Cotrubaș, Walter Berry, Gabriele Fuchs, Margarita Zimmermann, Andreas Schmidt; Apollo et Hyacinthus: Orquesta Mozarteum de Salzburgo, Coro de Cámara de Salzburgo, Leopold Hager; Arleen Auger, Edith Mathis, Hanna Schwarz, Anthony Rolfe Johnson                         | 38, 109/74e, 243, 321, 125, 195/186d, 193/186g, 339, 341/368a, 618, 165/158a, 20, 33, 34, 44/73u, 47, 72/74f, 86/73s, 86/73v, 90, 91/186i, 108/74d, 117/66a, 198/C3.08, 222/205a, 260/248a, 273, 276/321b, 277/272a, 322/296a, 323/App. 15, 35, 146/317b, 42/35a, 118/74c, 469, 623, 546, 468, 148/125h, 429/468a, 477/479a, 483, 484, 471, 619, 623a |
| 12                | 464 8802           | Arias; Conjuntos vocales; Cánones; Lieder; Nocturnos                                                      | 10            | Arias, conjuntos vocales y cánones: Chorus Viennensis, Orquesta Mozarteum de Salzburgo, Orquesta Sinfónica de la Radio Bávara, Leopold Hager, Jörg-Peter Weigle; Edita Gruberová, Julie Kaufmann, Eva Lind,Edith Mathis, Lucia Popp, Hanna Schwarz, Francisco Araiza, Hans Peter Blochwitz, Peter Schreier, Walter Berry, Robert Lloyd, Stuart Burrows, Robert Tear, Christiane Eda-Pierre, Claes-Håkan Ahnsjö y otros; Lieder y nocturnos: Elly Ameling, Elisabeth Cooymans, Peter van der Bilt, Dalton Baldwin, Benny Ludemann, Netherlands Wind Ensemble | 21/19c, 23, 36/33i, 70/61c, deest, 78/73b, 88/73c, 79/73d, 77/73e, 82/73o, 83/73p, 74b, 209, 210, 217, 255, 256, 272, 294, 295, 486a/295a, 316/300b, 368, 369, 374, 383, 416, 418, 419, 420, 432/421a, 431/425b, 505, 512, 513, 528, 538, 539, 541, 578, 583, 612, Anh. 245/621a, 83/73p, 293e, 294, 295, 119/382h, 440/383h, 435/416b, 433/416c, 178/417e, 580, 51/46a, 87/74a, 135, 490, 489, 389/384A, 492, 577, 579, 540b, 584, Anh. 25/386d, 434/480b, 441, 479, 480, 532, 552, Anh. 5/571a, 625/592a, 348/382g, 232/509a, 558, 559, 560a/559a, 229/382a, 230/382b, 73i, 228/515b, 562, 508a, deest, 508a, 347/382f, 507, 508, 556, 231/382c, 233/382d, 234/382e, 561, 560a/559a, 89a/73r, Anh. 191/562c, 508a/8, 555, 557, 508a, 562a, deest, 89/73k, 554, 553, 53/47, 147/125g, 148/125h, 149/125d, 150/125e, 151/125f, 152/210a, 307/284d, 308/295b, 343/336c, 346/439a, 349/367a, 351/367b, 390/340c, 391/340b, 392/340a, 433/416c, 436, 437, 438, 439, 468, 472, 473, 474, 475, 506, 517, 518, 519, 520, 523, 524, 529, 530, 531, 579, 579, 596, 597, 598 |
| 13                | 464 8902           | Óperas tempranas en italiano                                                                              | 13            | La finta semplice: C.P.E. Bach Chamber Orchestra, Peter Schreier; Barbara Hendricks, Ann Murray, Eva Lind, Hans Peter Blochwitz, Douglas Johnson, Siegfried Lorenz, Andreas Schmidt; Mitridate, re di Ponto: Orquesta Mozarteum de Salzburgo, Leopold Hager; Arleen Auger, Edita Gruberová, Agnes Baltsa, Ileana Cotrubaș, Werner Hollweg, David Kuebler, Lilian Sukis, Christine Weidinger; Ascanio in Alba: Orquesta Mozarteum de Salzburgo, Coro de Cámara de Salzburgo, Leopold Hager; Arleen Auger, Edith Mathis, Agnes Baltsa,Peter Schreier, Lilian Sukis; Il sogno di Scipione: Orquesta Mozarteum de Salzburgo, Coro de Cámara de Salzburgo, Leopold Hager; Edith Mathis, Edita Gruberová, Peter Schreier, Lucia Popp; Thomas Moser, Claes-Hakan Ahnsjo; Lucio Silla: Orquesta Mozarteum de Salzburgo, Coro Mozarteum de Salzburgo, Leopold Hager; Arleen Auger, Edith Mathis, Júlia Várady, Helen Donath, Peter Schreier, Werner Krenn;                                                                                                 | 51/46a, 87/74a, 111, 126, 135 |
| 14                | 464 9102           | Óperas maduras en italiano                                                                                | 9             | La finta giardiniera: Orquesta Mozarteum de Salzburgo, Leopold Hager; Brigitte Fassbaender, Barry McDaniel, Thomas Moser, Julia Conwell, Lilian Sukis, Ezio di Cesare, Jutta-Renate Ihloff; Il re pastore: Academy of St Martin in the Fields (Neville Marriner, dirección), John Constable, Briony Shaw, Jerry Hadley, Angela Maria Blasi, Sylvia McNair, Iris Vermillion, Claes H. Ahnsjö; Idomeneo, re di Creta: Coro y Orquesta Sinfónica de la Radio Bávara, Colin Davis; Barbara Hendricks, Suzanne Mentzer, Júlia Várady, Francisco Araiza, Thomas Allen, Keith Lewis; L'oca del Cairo, Lo sposo deluso: Miembros del Coro de la Berliner Rundfunk, C.P.E. Bach Chamber Orchestra, Peter Schreier; Orquesta Sinfónica de Londres, Colin Davis; Inga Nielsen, Edith Wiens,Pamela Coburn, Peter Schreier, Douglas Johnson, Dietrich Fischer-Dieskau, Anton Scharinger, Felicity Palmer, Ileana Cotrubaș, Anthony Rolfe Johnson, Robert Tear, Clifford Grant                                                                                  | 196, 208, 366, 422, 430 |
| 15                | 464 9202           | Óperas tardías en italiano                                                                                | 11            | Le nozze di Figaro: Orquesta Sinfónica de la BBC, Coro Sinfónica de la BBC, Colin Davis; Jessye Norman, Mirella Freni, Yvonne Minton, Ingvar Wixell, Wladimiro Ganzarolli, Maria Casula, Clifford Grant, Robert Tear, David Lennox, Paul Hudson, Lilian Watson; Don Giovanni: Coro y Orquesta del Royal Opera House, Covent Garden, Colin Davis; Ingvar Wixell, Martina Arroyo, Kiri Te Kanawa, Stuart Burrows, Wladimiro Ganzarolli, Mirella Freni,Richard Van Allan, Luigi Roni; Così fan tutte: Coro y Orquesta del Royal Opera House, Covent Garden, Colin Davis; Montserrat Caballé, Janet Baker, Ileana Cotrubaș, Nicolai Gedda, Richard Van Allan, Wladimiro Ganzarolli; La clemeza di Tito: Coro y Orquesta del Royal Opera House, Covent Garden (Colin Davis, dirección), John Constable, Stuart Burrows, Janet Baker, Lucia Popp, Yvonne Minton, Frederica von Stade, Robert Lloyd | 492, 527, 588, 621 |
| 16                | 464 9302           | Óperas en alemán                                                                                          | 11            | Bastien und Bastienne: Niños Cantores de Viena, Orquesta Sinfónica de Viena, Uwe Christian Harrer; Die Gärtnerin aus Liebe: Coro y Sinfonieorchester des Norddeutschen Rundfunks, Hans Schmidt-Isserstedt; Jessye Norman, Helen Donath, Tatiana Troyanos, Ileana Cotrubaș, Werner Hollweg, Hermann Prey, Gerhard Unger; Zaide, Der Schauspieldirektor: Staatskapelle Berlin, Bernhard Klee; Edith Mathis, Peter Schreier, Ingvar Wixell, Werner Hollweg, Reiner Süss, Armin Ude; Orquesta Sinfónica de Londres, Colin Davis; Ruth Welting, Ileana Cotrubaș, Anthony Rolfe Johnson, Clifford Grant; Die Entführung aus dem Serail: Academy of St Martin in the Fields, Colin Davis; Christiane Eda-Pierre, Stuart Burrows, Robert Tear, Norma Burrowes, Robert Lloyd, Curd Jürgens; Die Zauberflöte: MDR Choir Leipzig, Sächsische Staatskapelle Dresden, Colin Davis; Margaret Price, Luciana Serra, Peter Schreier, Kurt Moll, Mikael Melbye, Maria Venuti, Theo Adam, Robert Tear, Marie McLaughlin, Ann Murray, Hanna Schwarz, Reiner Goldberg | 50/46b, 196, 344, 486, 384, 620 |
| 17                | 464 9402           | Música de teatro y ballet – Rarezas y sorpresas                                                           | 5             | Música de teatro y ballet: Staatskapelle Berlin, Bernhard Klee; Netherlands Chamber Orchestra, David Zinman; Academy of St Martin in the Fields, Neville Marriner; Rarezas y sorpresas: Academy of St Martin in the Fields, Neville Marriner, Kenneth Sillito; Netherlands Wind Ensemble; MDR Choir Leipzig, Orquesta Sinfónica de la MDR, Peter Schreier; Symphonieorchester des Bayerischen Rundfunks, Colin Davis; Timothy Brown, Mitsuko Uchida, Neil Black, Thea King, Julian Farrell, Robin O'Neill, Monika Frimmer, Erik Smith, Susanne Mentzer, Barbara Hendricks, Andreas Röhn | 299c, 345/336a, 367, 446/416d, App. 10/299b, 15a/App. 109b n.º 1, 15b/App. 109b n.º 2, 15bb, 15cc, 15d, 15dd, 15e, 15f, 15gg, 15h, 15i, 15ii, 15kk, 15l, 15ll/App. 109b n.º 9, 15mm, 15o, 15p, 15p/App. 109b n.º 3, 15q, 15qq, 15r/App. 109b n.º 7, 15t/App. 109b n.º 5, 15u, 15v, 15x, 15z, 33B, 142/App. 186d, 197/App. 186e, 371, 384, 452a/App. 54, 490, 516f, 527, 535b/App. 107, 565a, deest |